# Henri Vidal (sculpteur)
Pour les articles homonymes, voir Henri Vidal et Vidal.
Henri Vidal, né le 3 mai 1864 à Charenton-le-Pont et mort le 11 janvier 1918 au Cannet,,, est un sculpteur français.

## Biographie

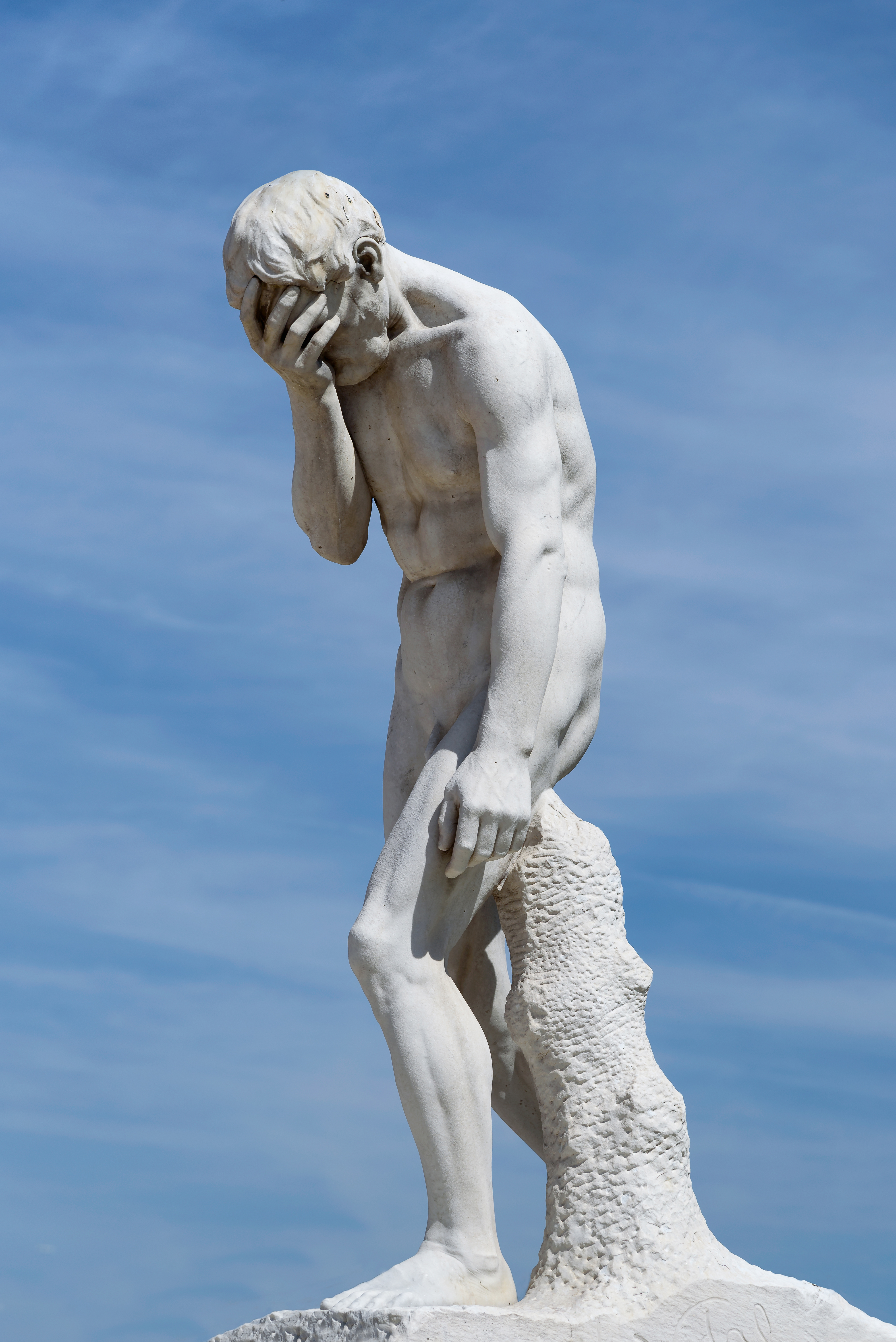
Caïn venant de tuer son frère Abel (1896), Paris, jardin des Tuileries.

Henri Vidal est l'élève de Mathurin Moreau.

## Œuvres dans les collections publiques
- Aix-en-Provence, musée Granet : Le Paysan du Danube.
- Paris, jardin des Tuileries : Caïn venant de tuer son frère Abel, 1896, statue en marbre, 195 × 90 × 120 cm[3]. Le modèle en plâtre fut exposé au Salon de 1894 (no 3677)[6].

## Distinctions
- Salon des artistes français :
  - 1884, mention honorable ;
  - 1890 : médaille de 3e classe ;
  - 1892 : prix du Salon décerné par le Conseil supérieur des beaux-arts ;
  - 1892 : médaille de 2e classe ;
  - 1900 : médaille de 1re classe.
- Exposition universelle de 1900 : médaille d'argent.